# Josep Oller Aragay
Josep Oller Aragay (Molins de Rei, 27 d'octubre de 1878 - l'Havana, 16 d'agost de 1951) va emigrar a Cuba a finals del segle xix i es va enrolar a l'exèrcit rebel que va lluitar contra Espanya durant la guerra d'independència cubana (1895-1898). Va deixar escrit un diari de campanya amb les seves vivències.

## Biografia
Fill de pagesos de Corbera de Llobregat establerts a Molins de Rei com a parcers agraris, va treballar la terra amb la família i també com a jornaler en diferents pobles de la comarca del Baix Llobregat. El 1894, amb setze anys, va emigrar a Cuba, on el seu germà Joan ja havia marxat el 1891 després de fer el servei militar, mogut per la crisi agrària de la comarca des de finals dels vuitanta i la mala situació econòmica general. A l'Havana va començar a treballar en el cafè que havia muntat el seu germà Joan. Al cap de cinc mesos, el 24 de febrer de 1895, va començar la lluita dels que es volien independitzar de la metròpoli. Començava la guerra d'independència cubana. Josep havia entrat en contacte amb els criolls amb inquietuds polítiques, que es reunien en els cafès, i el 5 de gener de 1896 es va incorporar a les files mambises per lluitar contra Espanya. Li deien «el Noi» i en certs documents d'època apareix amb el nom «José Noy».
Durant la campanya guerrillera va escriure un diari on narrava el dia a dia duríssim a les trinxeres. Aquest diari va ser editat i prologat per Ernesto Chávez Álvarez: Diario de campaña de un catalán mambí i publicat per l'ajuntament del seu poble natal. El document original està ple de catalanismes i escrit amb ortografia natural, cosa força normal si tenim en compte la poca instrucció que la gent de pagès va rebre en aquella època.
Va viure a l'Havana, Tampa, Omaja i Holguín. Va morir a l'Havana el 16 d'agost de 1951.

## Obra
- Oller Aragay, Josep; Chávez Álvarez, Ernesto (editor). Diario de campaña de un catalán mambí.  Ajuntament de Molins de Rei i Generalitat de Catalunya, 1999, p. 154.